# Philippe Massot
Philippe Massot, né le 8 janvier 1951 à Lorient, est un footballeur français évoluant comme milieu de terrain à l'Amicale de Lucé puis au SM Caen à la fin des années 1970.

## Biographie
Joueur du Louannec-Sports jusqu'en Division d'honneur de la Ligue de l'Ouest, Philippe Massot est décrit comme un infatigable pourvoyeur de ballons, vanté pour son abattage.
Il évolue ensuite à l'En avant Guingamp puis rejoint l'Amicale de Lucé en Division 3 et réussit notamment un coup du chapeau chez le Stade briochin en D3 1974-1975. En 1976, l'équipe est promue en D2. Massot participe à la quatrième place de l'équipe et est notamment l'auteur de la passe décisive pour André Rolland, après avoir remontré sur l'aile gauche, permettant de battre le leader strasbourgeois à domicile (1-0) en novembre 1976. Il reste deux autres saisons en D2 au club.
En 1979, Massot rejoint le SM Caen en Division 3. Promu en D2 1980-1981, l'équipe du SM Caen finit 18ème du groupe A.
Philippe Massot finit sa carrière à Pont-l'Abbé, en Division 4.
Il est ensuite responsable commercial d'Altho, entreprise française spécialisée dans la fabrication et la commercialisation de chips de pomme de terre.

## Statistiques
| Saison                | Club                  | Championnat           | Championnat | Championnat | Coupe(s) nationale(s) | Coupe(s) nationale(s) | Total | Total |
| Saison                | Club                  | Division              | M.          | B.          | M.                    | B.                    | M.    | B.    |
| 1974-1975             | Amicale de Lucé       | D3                    | -           | -           | -                     | -                     | 0     | 0     |
| 1975-1976             | Amicale de Lucé       | D3                    | -           | -           | -                     | -                     | 0     | 0     |
| 1976-1977             | Amicale de Lucé       | D2                    | 27          | 4           | -                     | -                     | 27    | 4     |
| 1977-1978             | Amicale de Lucé       | D2                    | 28          | 4           | 2                     | -                     | 30    | 4     |
| 1978-1979             | Amicale de Lucé       | D2                    | 30          | -           | -                     | -                     | 30    | 0     |
| Sous-total            | Sous-total            | Sous-total            | 85          | 8           | 2                     | 0                     | 87    | 8     |
| 1979-1980             | SM Caen               | D3                    | -           | -           | -                     | -                     | 0     | 0     |
| 1980-1981             | SM Caen               | D2                    | 12          | -           | -                     | -                     | 12    | 0     |
| Sous-total            | Sous-total            | Sous-total            | 12          | 0           | 0                     | 0                     | 12    | 0     |
| Total sur la carrière | Total sur la carrière | Total sur la carrière | 97          | 8           | 2                     | 0                     | 99    | 8     |